# Cesare Bacchini
Cesare Bacchini (Florència (Toscana), 2 d'abril, 1844 - Idem. 21 de febrer, 1927) fou un compositor italià especialitzat en l'òpera sobre temes del seu país.

## Biografia
Va ser deixeble de Teodulo Mabellini (composició), Giovacchino Giovacchini (violí) i Francesco Anichini (piano) a l'Institut Musical de Florència, on va ser professor de teoria i solfeig, càrrec que va ocupar fins al 1909. Va debutar amb l'òpera lúdica Il quadro parlante (Florència, "Teatro Nuovo", 15 d'abril de 1871), més tard representada sense èxit a Gènova ("Politeama Genovese", 5 de juliol de 1871), a la qual va seguir el melodrama heroic-còmic La secchia rapita (Florència, Goldoni, 6 d'abril de 1872).

## Òperes (selecció)
- In congedo. Teatro Alfiri, Florència, 1 d'octubre de 1898, llibret Luigi Sbragia.[2]
- Le damigelle di Saint Cyr, estrena (1890)	Florència, llibret d'Adolfo Lapini.[3]
- Delmira. estrena (1878), Florència.[3]
- La cacciata del duca d'Atene, estrena (1874 Florència, "Teatro dell'Associazione"[3]
- La secchia rapita, Florència (1872)[3]
- Il quadro parlante, Florència i Gènova (1871)[3]